# 美國州際公路輔助線列表

## ：16號州際公路
- ：喬治亞州（沙瓦納）

## ：20號州際公路
- ：路易西安那州（薛佛波特）、密西西比州（傑克遜）
- ：喬治亞州─南卡羅萊納州（奧古斯塔）
- ：德克薩斯州（沃斯堡）

## ：24號州際公路
- ：田納西州（查塔努加）

## ：25號州際公路
- ：科羅拉多州（丹佛都會區）

## ：26號州際公路
- ：南卡羅萊納州（哥倫比亞）
- ：南卡羅萊納州（查爾斯頓）

## ：29號州際公路
- ：愛荷華州─內布拉斯加州（蘇城）
- ：密蘇里州（聖約瑟夫）、南達科他州（蘇瀑都會區）

## ：30號州際公路
- ：阿肯色州（計畫道路，特克萨卡纳）
- ：阿肯色州（小岩城）
- ：阿肯色州（松樹斷崖市（Pine Bluff, AR））
- ：阿肯色州（小岩城）

## ：35號州際公路
- ：德克薩斯州（達拉斯）、明尼蘇達州（聖保羅）
- ：德克薩斯州（沃斯堡）、明尼蘇達州（明尼阿波利斯）
- ：堪薩斯州（威奇托─薩里納）
- ：堪薩斯州（威奇托）、奧克拉荷馬州（奧克拉荷馬市）、愛荷華州（德梅因）
- ：堪薩斯州（托皮卡─艾姆波利亞（Emporia, KS））
- ：堪薩斯州─密蘇里州（堪薩斯市都會區）
- ：明尼蘇達州─威斯康辛州（杜魯斯）
- ：堪薩斯州─密蘇里州（堪薩斯市都會區）、德克薩斯州（達拉斯）

## ：40號州際公路
- ：田納西州（諾克斯維爾─艾柯亞（Alcoa, TN））、北卡羅萊納州（威尔明顿）
- ：奧克拉荷馬州（奧克拉荷馬市）、田納西州（孟斐斯）、北卡羅萊納州（艾許維爾）
- ：阿肯色州（小岩城）、田納西州（納許維爾）、北卡羅萊納州（洛利）
- ：阿肯色州（史密斯堡）、北卡羅萊納州（洛利─杜罕）
- ：田納西州（諾克斯維爾）
- ：北卡羅萊納州（格林斯伯勒）

## ：44號州際公路
- ：奧克拉荷馬州（圖爾薩）
- ：奧克拉荷馬州（圖爾薩）

## ：55號州際公路
- ：密蘇里州─田納西州（海提（Hayti, MO）─戴爾斯堡（Dyersburg, TN））、伊利諾州（林肯─皮奧利亞）
- ：密蘇里州─伊利諾州（聖路易都會區）
- ：伊利諾州（芝加哥都會區）

## ：59號州際公路
- ：阿拉巴馬州（塔斯卡卢萨）
- ：阿拉巴馬州（伯明罕都會區）
- ：阿拉巴馬州（哥斯登（Gudsden, AL））

## ：64號州際公路
- ：印第安納州（埃文斯維爾）
- ：肯塔基州（路易維爾）、維吉尼亞州（朴茨茅斯─維吉尼亞海灘市）
- ：維吉尼亞州（諾福克─切薩比克）
- ：維吉尼亞州（諾福克）
- ：維吉尼亞州（紐波特紐斯─切薩比克）

## ：65號州際公路
- ：阿拉巴馬州（莫比爾）
- ：肯塔基州─印地安納州（路易維爾都會區）
- ：印地安納州（印第安納波利斯都會區）
- ：阿拉巴馬州（亨茨維爾─迪凯特）
- ：印地安納州（印第安納波利斯都會區）

## ：69號州際公路
- ：印地安納州（韋恩堡）

## ：70號州際公路
- ：密蘇里州（聖路易都會區）
- ：科羅拉多州（丹佛都會區）、密蘇里州─伊利諾州（聖路易都會區）、俄亥俄州（哥倫布）、馬里蘭州（羅克維爾─盖瑟斯堡─弗雷德里克）
- ：馬里蘭州（華盛頓特區都會區）
- ：堪薩斯州（托皮卡）、密蘇里州（堪薩斯市都會區）、俄亥俄州─西維吉尼亞州（惠靈）
- ：堪薩斯州─密蘇里州（堪薩斯市都會區）、俄亥俄州（哥倫布）

## ：71號州際公路
- ：俄亥俄州（克利夫蘭都會區）
- ：肯塔基州─俄亥俄州（辛辛那提都會區）

## ：72號州際公路
- ：伊利諾州（秋溪鎮（Fall Creek, IL）─佛勒（Fowler, IL））

## ：74號州際公路
- ： 北卡羅萊納州（計畫道路，溫斯頓-賽倫）
- ：伊利諾州（皮奧里亞）

## ：75號州際公路
- ：佛羅里達州（聖彼德斯堡）
- ：佛羅里達州（坦帕灣區）、田納西州（諾克斯維爾）、肯塔基州─印第安納州─俄亥俄州（辛辛那提都會區）、密西根州（底特律都會區）
- ：佛羅里達州（聖彼德斯堡）、密西根州（底特律市區）
- ：喬治亞州（梅肯）、俄亥俄州（托萊多）、密西根州（弗林特）
- ：喬治亞州（亞特蘭大都會區）
- ：喬治亞州（亞特蘭大都會區）、俄亥俄州（德頓）、密西根州（薩吉諾（Saginaw, MI））

## ：76號州際公路 (俄亥俄州至紐澤西州)
- ：賓夕法尼亞州（摩根鎮─雷丁）
- ：賓夕法尼亞州（費城北邊郊區）
- ：賓夕法尼亞州（匹茲堡都會區）
- ：賓夕法尼亞州（費城─斯克蘭頓）
- ：賓夕法尼亞州（計畫道路，匹茲堡都會區）
- ：賓夕法尼亞州─紐澤西州（費城都會區）

## ：77號州際公路
- ：北卡羅萊納州（夏洛特都會區）、俄亥俄州（阿克伦）

## ：78號州際公路
- ：紐約州─紐澤西州（紐約都會區）
- ：紐約州（紐約市）
- ：紐約州（紐約市）
- ：紐約州（紐約市）

## ：79號州際公路
- ：賓夕法尼亞州（匹茲堡）
- ：賓夕法尼亞州（匹茲堡）

## ：80號州際公路
- ：俄亥俄州（托利多）

## ：81號州際公路
- ：維吉尼亞州（布里斯托爾）
- ：紐約州（雪城都會區）
- ：維吉尼亞州（羅阿諾克）

## ：82號州際公路
- ：華盛頓州（三城）

## ：83號州際公路
- ：賓夕凡尼亞州（哈里斯堡）

## ：84號州際公路 (俄勒岡州至猶他州)
- ：愛達荷州（博伊西）

## ：84號州際公路 (賓夕法尼亞州至麻薩諸塞州)
- ：康乃狄克州（哈特福）
- ：康乃狄克州─紐約州（紐約都會區）

## ：85號州際公路
- ：喬治亞州（哥倫布）、南卡羅萊納州（格林維爾）
- ：喬治亞州（亞特蘭大都會區）、北卡羅萊納州（計畫道路，溫斯頓-賽倫）
- ：南卡羅萊納州（格林維爾）
- ：北卡羅萊納州（夏洛特都會區）
- ：南卡羅萊納州（斯巴坦堡（Spartanburg, SC））
- ：北卡羅萊納州─維吉尼亞州（計畫道路，格林斯伯勒─丹維爾）
- ：喬治亞州（亞特蘭大都會區）

## ：87號州際公路
- ：紐澤西州─紐約州（紐約都會區）
- ：紐約州（金斯頓 (Kingston, NY））
- ：紐約州（奧爾巴尼）

## ：89號州際公路
- ：佛蒙特州（伯靈頓）

## ：90號州際公路
- ：南達科他州（激流市）、伊利諾州（芝加哥奧黑爾國際機場）、紐約州（水牛城）、麻薩諸塞州（伍斯特）
- ：伊利諾州（芝加哥）、紐約州（水牛城）、麻薩諸塞州（伍斯特）
- ：紐約州（羅徹斯特）
- ：俄亥俄州（克里夫蘭）、紐約州（羅徹斯特）
- ：紐約州（羅徹斯特）
- ：紐約州（雪城）
- ：紐約州（由提卡）
- ：紐約州（斯克内克塔迪）
- ：紐約州（水牛城）

## ：91號州際公路
- ：康乃狄克州（哈特福）、麻薩諸塞州（春田市）
- ：麻薩諸塞州（春田市）
- ：康乃狄克州（哈特福）

## ：93號州際公路
- ：新罕布夏州（曼徹斯特）
- ：新罕布夏州（康科德）

## ：94號州際公路
- ：北達科他州（俾斯麥）、密西根州（戰溪鎮）
- ：伊利諾州（芝加哥）
- ：明尼蘇達州（明尼阿波利斯）
- ：明尼蘇達州（明尼阿波利斯）
- ：明尼蘇達州（明尼阿波利斯）
- ：威斯康辛州（密爾瓦基）
- ：威斯康辛州（密爾瓦基）

## ：95號州際公路
- ：佛羅里達州（邁阿密）、維吉尼亞州（里奇蒙）、馬里蘭州（巴爾的摩都會區）、紐澤西州（澤西海岸）、羅德島州─麻薩諸塞州（普洛威頓斯─鱈角）、緬因州（薩柯 (Saco, ME））
- ：佛羅里達州（傑克遜維爾）、北卡羅萊納州（法葉維爾）、維吉尼亞州（里奇蒙）、華盛頓特區─馬里蘭州（華盛頓特區都會區）、德拉瓦州─紐澤西州（坎登高速公路／南澤西快速道路）、紐約州（紐約都會區）、羅德島州─麻薩諸塞州（普洛威頓斯）、緬因州（波特蘭）
- ：佛羅里達州（邁阿密）、維吉尼亞州─華盛頓特區（華盛頓特區都會區）、馬里蘭州（巴爾的摩）、康乃狄克州─麻薩諸塞州（新倫敦─伍斯特）、緬因州（班戈）
- ：維吉尼亞州─華盛頓特區─馬里蘭州（首都外環道）、德拉瓦州（威尔明顿）、紐約州（紐約都會區）、麻薩諸塞州（波士頓都會區）、緬因州（波特蘭）
- ：佛羅里達州（羅德岱堡）、華盛頓特區─馬里蘭州（華盛頓特區都會區）
- ：華盛頓特區、馬里蘭州（巴爾的摩）、紐約州（紐約都會區）
- ：佛羅里達州（計畫道路，傑克遜維爾）、馬里蘭州（巴爾的摩）
- ：馬里蘭州（巴爾的摩）、紐約州（紐約都會區）、羅德島州─麻薩諸塞州（普洛威頓斯）

## ：96號州際公路
- ：密西根州（大激流市─本頓港）
- ：密西根州（大激流市）
- ：密西根州（蘭辛）
- ：密西根州（底特律都會區）